# DJ Casper
DJ Casper, geboren als Willie Perry Jr. (Chicago, 31 mei 1965 – 7 augustus 2023) was een Amerikaans DJ.
DJ Casper was opgegroeid in Englewood en is daar bekend als Casper omdat hij meestal witte kleren draagt op podium. Hij is daar ook bekend door zijn bijnamen Mr C - The Slide Man of simpelweg Willie. Caspers eerste hit, "Casper Slide Pt.1" ook bekend als "Cha Cha Slide", werd in 1996 gecreëerd voor een personal trainer in een Bally Total Fitness en dat de single in populariteit groeide bij relaxatieoefeningen in fitness clubs. Het was in het jaar 2000 wanneer Willie Perry Jr. dan een tweede single creëerde, de "Casper Slide Pt. 2" en dat was wanneer Chicago's WGCI-FM radiostation het had opgepikt. De single werd in het jaar 2004 een hit in Chicago. De M.O.B. Records recordlabel hielp Casper om een volledige album te creëren met andere artiesten van Chicago om de dans te promoten. "Cha Cha Slide" was dan later opgepikt door de Universal Records.
Casper overleed op 58-jarige leeftijd aan de gevolgen van kanker.

## Discografie

### Albums
- 1999 - Out Cha
- 2001 - Casper

### Singles
| Single met eventuele hitnotering(en) in de Nederlandse Top 40 | Datum van verschijnen | Datum van binnenkomst | Hoogste positie | Aantal weken | Opmerkingen |
| ------------------------------------------------------------- | --------------------- | --------------------- | --------------- | ------------ | ----------- |
| Cha Cha Slide                                                 | 2000                  | 03-04-2004            | 12              | 12           |             |

| Single met hitnotering(en) in de Vlaamse Ultratop 50 | Datum van verschijnen | Datum van binnenkomst | Hoogste positie | Aantal weken | Opmerkingen |
| ---------------------------------------------------- | --------------------- | --------------------- | --------------- | ------------ | ----------- |
| Cha Cha Slide                                        | 2000                  | 17-04-2004            | 2               | 23           |             |

- Gemeinsame Normdatei: 135369428
- International Standard Name Identifier: 0000 0000 5552 2763
- Library of Congress Control Number: n2003077741
- MusicBrainz: bc36b8f0-1d05-4aa3-9418-c076c0ce867f
- Virtual International Authority File: 261659449
- WorldCat: E39PBJxmDkJGVwrhkpdWKxcByd